# 米格-29K战斗机
米格-29K战斗机（俄语：Микоян МиГ-29K；北約代號：支点D型（Fulcrum-D））是由米高扬设计局开发设计的中型第四代舰载多用途战机，由米格-29M发展而来。

## 發展

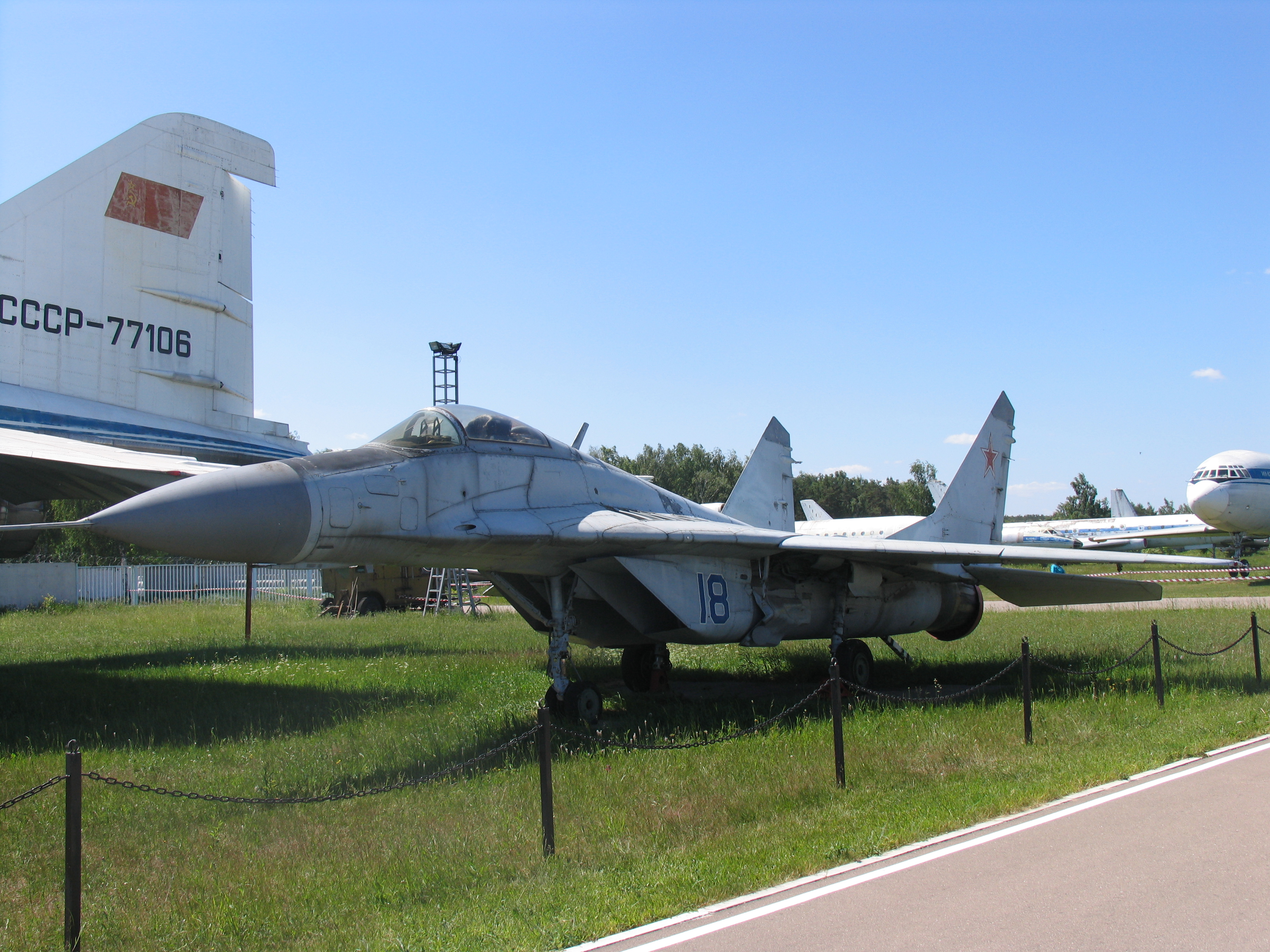
攝於2011年，米格-29K 的原型概念機米格-29KVP（"產品 9.15"）。「KVP」為俄語縮寫，意即「短距起降」。

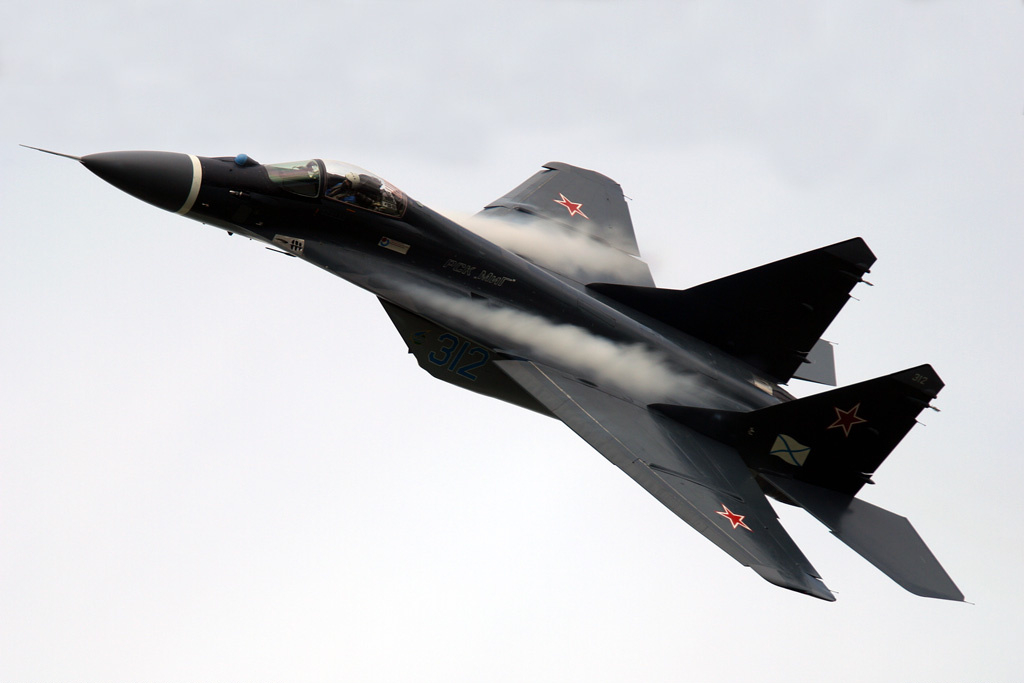
早期設計的米格-29K（"產品 9-31"）在2003年莫斯科国际航空航天展览会上进行表演。

### 早期開發
米格-29的艦載版本發展項目始於1970年代後期，當時蘇聯海軍需要一種超音速艦載戰鬥機以裝備在其即將列裝及開發中的航空母艦如基輔級航空母艦和後來的庫茲涅佐夫元帥級航空母艦甚至是預計為蘇聯第一艘核動力航母的烏里揚諾夫斯克號航空母艦之上。作為應對，當時米高揚設計局首先設計出一個概念版本的產品，在米格-29戰鬥機之上換上加強結構的起落架和機體尾部結構並裝配上着艦鈎，並將其命名為米格-29KVP（Korotkii Vzlet i Posadka，意為「短距起降」）。米格-29KVP 原型概念機於1982年8月21日進行首飛，除後被安排進行各種測試。測試效果反映機體可以在滑跳式甲板上安全起飛及操作，但期望於飛機量產時可獲大更大的推力及翼面積。 蘇聯官方決定借鑑正在發展的米格-29改進型，米格-29M項目（izdeliye "產品 9.15"），並在其設計之上再配上新設計的起落架，增大主機翼面積和改為使用可折疊機翼，及給予其新編號為 米格-29K（「K」為俄語「Korabelniy」的首字母，意為"艦載"）或"產品 9-31"。

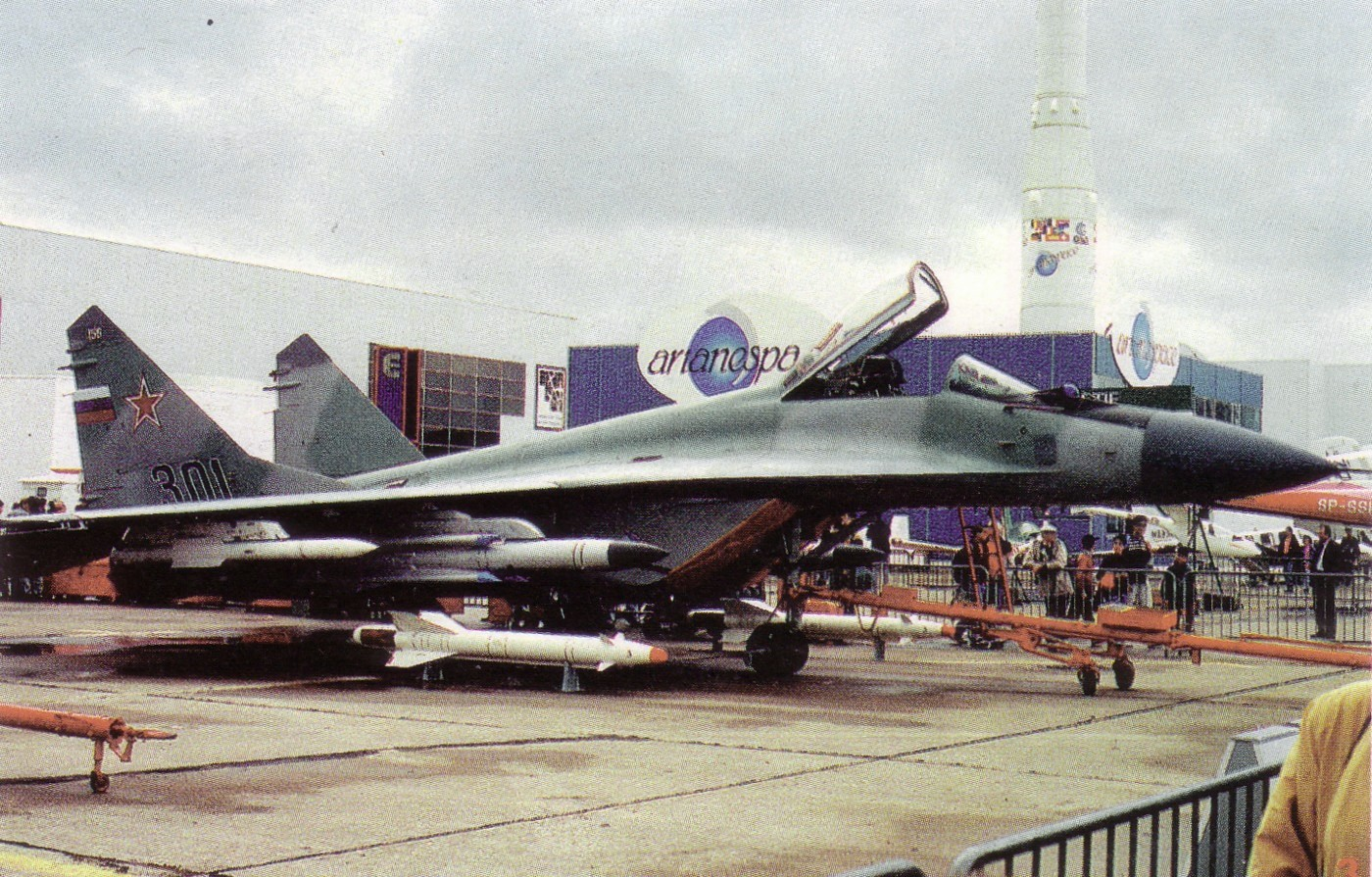
米格-29K 以當時正在發展的米格-29改進型米格-29M作為藍本。

米格-29K與傳統量產的米格-29戰鬥機有著數處微妙的不同，包括性能更先進的多功能魯格雷達，使用單色顯示屏的駕駛艙和採用當時更為先進的「手不離桿」（Hands-On-Throttle-And-Stick，HOTAS）的操縱捍操作方式。
武器方面亦可掛載當時最新型的RVV-AE 中程空對空導彈和各式反舰导弹、反輻射導彈以及对地精确打击武器。引擎進氣口前端裝置有可收放式阻隔網用以阻擋經進氣口吸入的外來物。其設計允許引擎運轉的同時仍然保持足夠進氣量，對比傳統量產 米格-29 上配備的進氣道金屬擋板和前緣延伸上的輔助進氣口更為先進及更能保證引擎進氣運作暢順。
米格-29K後來於1988年7月23日在克里米亞薩基進行首飛。飛行由試飛員托克塔爾·奧巴基洛夫執行。1989年11月1日，奧巴基洛夫成功在當時稱作第比利斯號，即今日的庫茲涅佐夫號航空母艦上執行第一次艦上著陸，同日亦成功執行了第一次從第比利斯號航空母艦上的滑跳式甲板進行滑躍起飛。值得一提，Su-33戰鬥機也於同一天同樣地成功地自第比利斯號上執行了艦上著陸和滑躍起飛。
在1989至1991年間，米格-29K被安排在庫茲涅佐夫號航空母艦上進行更多測試，直自1991年末蘇聯解體而被迫中止。在庫茲涅佐夫號航空母艦進行測試的日子中，飛機曾被安排嘗試在平直甲板上（即非使用艦首的滑躍起飛位置）以飛機通過加裝小角度輔助跳板的方式，分別自195（640英尺）及95米（312英尺）起飛位置執行起飛。另外根據觀察，米格-29K 執行艦上著陸的位置準繩度十分高，以至後來在十多年後印度海軍選擇了米格-29K作配置艦載機時，其改裝後的超日王號航空母艦可以被設計只配備三條阻攔索。降落準繩度也在安裝了自動油門後得到進一步提高。而採集的數據也顯示，在航空母艦航行速度在向前10節（19每小時；12英里每小時）時，飛機執行起飛為最佳狀態。
1990年代初，由于俄罗斯海军更青睐于重型的苏-27K（即後来的苏-33战斗机），资金短缺的米高扬设计局因而几乎中断了米格-29K的研发，只進行了有限度的調試和間中派往出席航空展。

### 項目重啟
2004年，為應對印度海軍決定向俄羅斯購買前戈爾什科夫蘇聯海軍元帥號航空母艦（即後來改建完成成為超日王號航空母艦），米格-29K艦載戰鬥機項目被重新啟動。 當時俄羅斯海軍航空兵所使用的苏-33的尺寸不适合中型的基辅级航空母舰，所以更好用的米格-29K被选为配套的舰载机。收到资金的米高扬设计局得以继续研发和开启生产线。首架米格-29K于2009年交付印度海军。後來俄罗斯海军因从1998年开始服役的苏-33太大且重已逐渐老旧和不適應，所以也订购了一批中型米格-29K战斗机，後來調整編號為米格-29KR，以標識為俄羅斯海軍航空兵自用型號。

## 使用國
印度

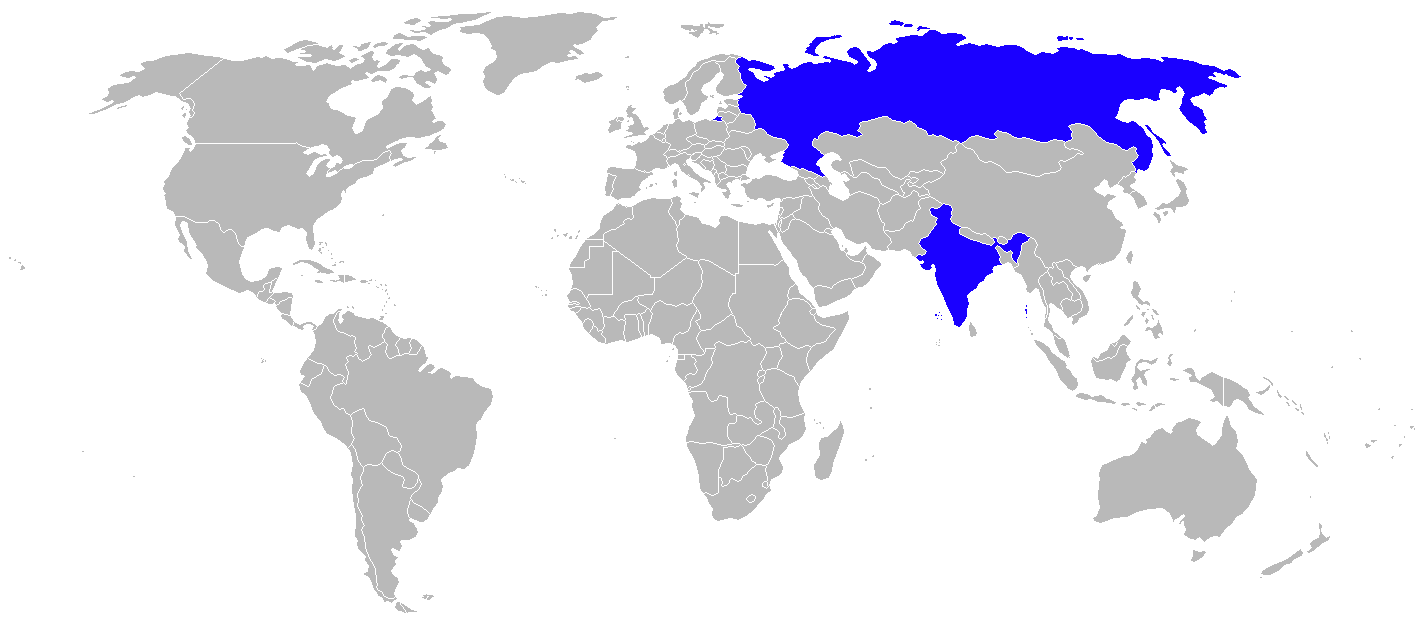
使用國

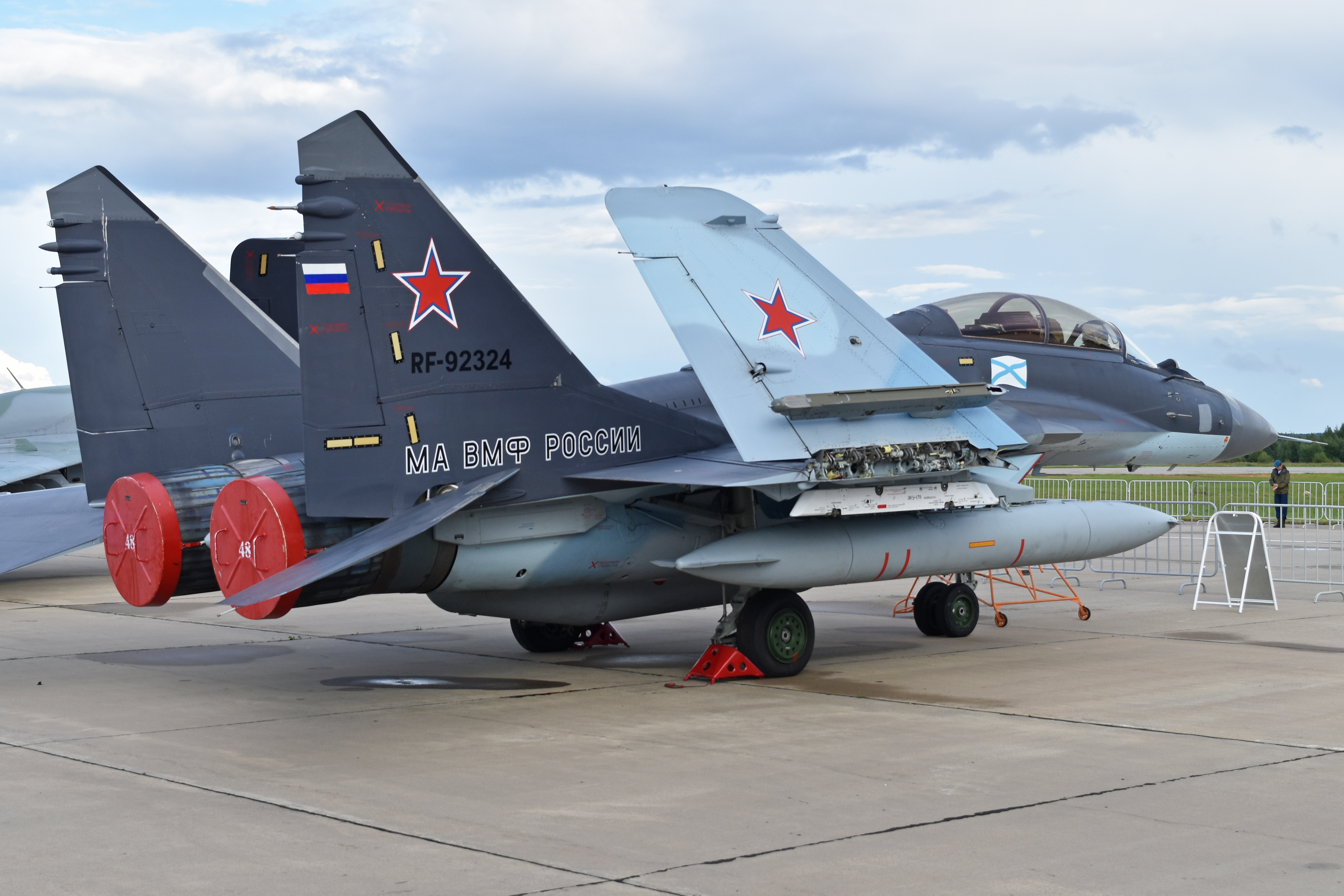
俄羅斯海軍航空兵的MiG-29KR在庫賓卡空軍基地。

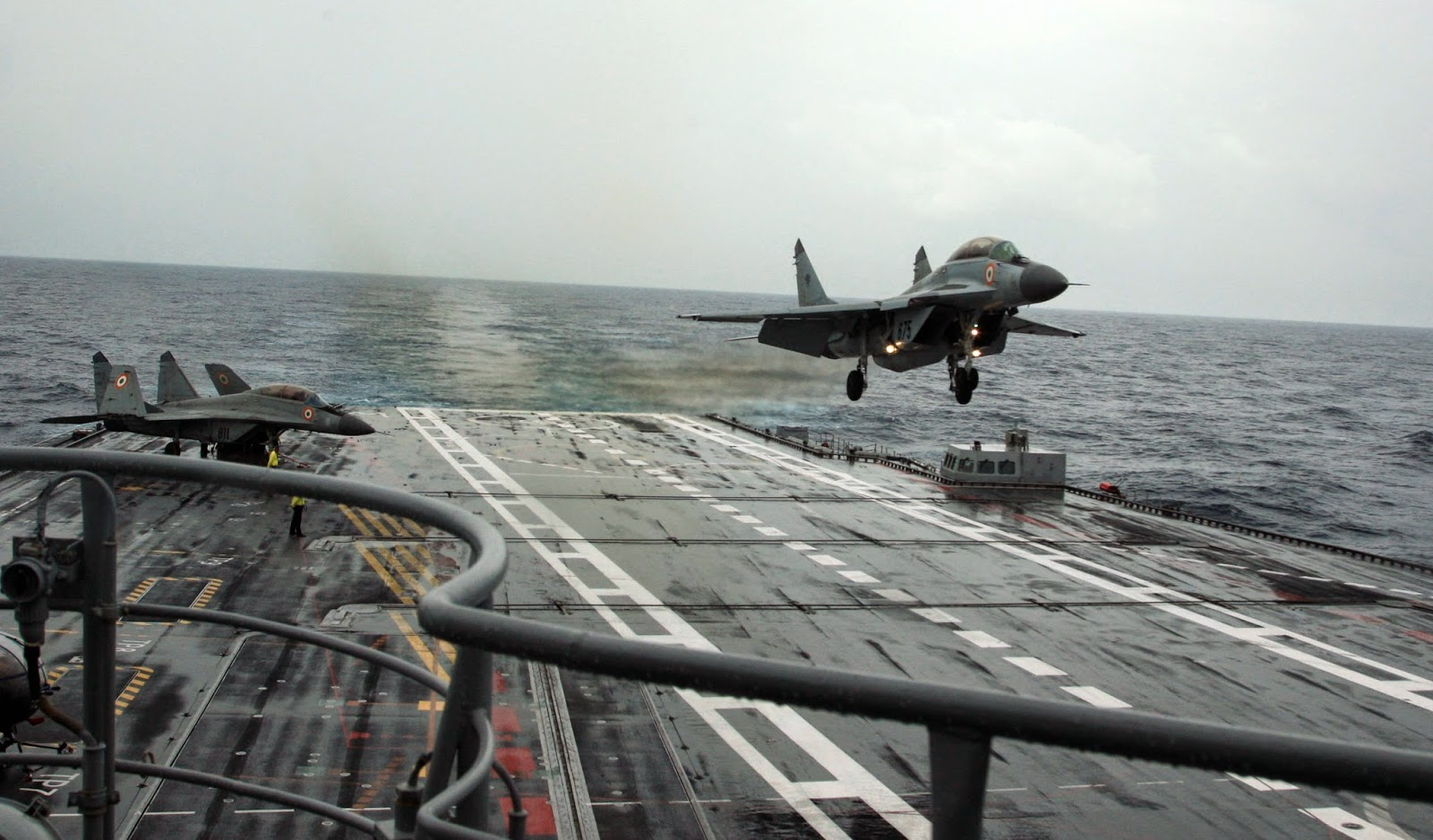
攝於2014年，印度海軍「黑豹軍團」的MiG-29K正降落於超日王號航空母艦。

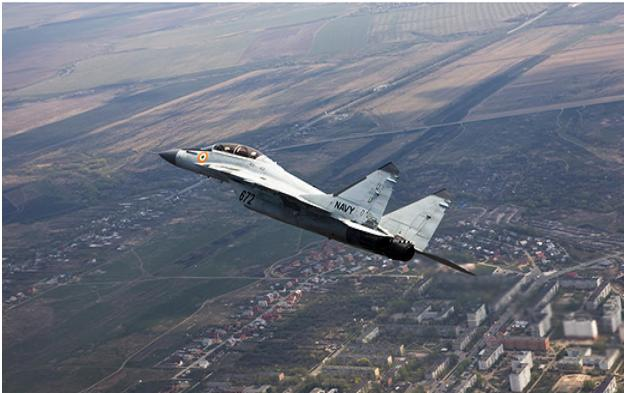
印度海軍一架MiG-29K進行高速爬升

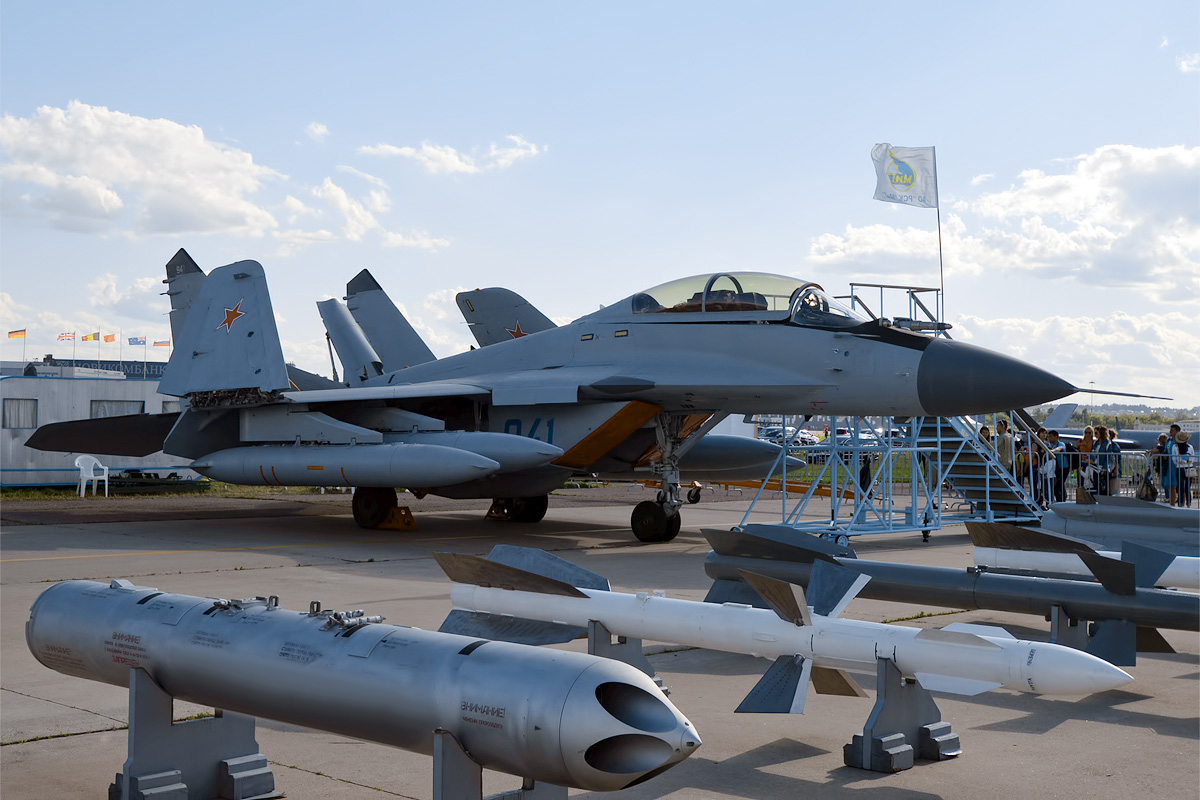
米格-29K于莫斯科航展展示

- 印度海軍 – 印度海軍分別於2004年及2010年簽署了兩張訂單，共购买了45架MiG-29K/KUB。[13][25] 最後一台戰鬥機於2017年2月交付。[26][27]
  - 印度海軍第300航空隊（白虎軍團）
  - 印度海軍第303航空隊（黑豹軍團）

 俄羅斯
- 俄羅斯海軍 – 海軍航空兵 購買了20台MiG-29KR及4台雙座型MiG-29KRUB，目前部署在庫茲涅佐夫號航空母艦。[28][29] 全數飛機已於2016年完成交付。[30]
  - 第100艦載戰鬥機航空團

## 事故
- 2011年6月，一架交付給印度海軍的MiG-29KUB在俄羅斯阿斯特拉罕州進行飛行训练時墜毀，兩名飛行員死亡。
- 2018年1月3日，印度海军一架MiG-29K战斗机在果阿汉萨航空基地机场起飞时失控冲出跑道并起火，飞行员成功弹出。
- 2019年6月8日，1架印度海軍的MiG-29K在漢薩基地（英语：INS Hansa）起飛時翼下的副油箱掉落並造成主跑道部分起火[31]。
- 2019年11月16日，印度海军一架MiG-29KUB舰载机在果阿基地附近训练时遭遇撞鸟事故，发动机全部停车，两名飞行员跳伞逃生。
- 2020年2月23日，当地时间10时30分，印度海军一架MiG-29K舰载机在果阿基地训练时坠毁，飞行员跳伞逃生。
- 2020年11月27日，印度海軍週五表示，一架MiG-29KUB戰鬥機於當地時間週四下午五點左右墜毀於阿拉伯海。

## 相关机型对比
|              | Su-33                    | MiG-29К               | 歼-15                   | 疾風M型                | AV-8           | F/A-18E/F                | F-35B                   | F-35C                 |
| ------------ | ------------------------ | --------------------- | ----------------------- | ---------------------- | -------------- | ------------------------ | ----------------------- | --------------------- |
| 图片         |                          |                       |                         |                        |                |                          |                         |                       |
| 服役         | 1998                     | 2013                  | 2012                    | 2004                   | 1985           | 1999                     | 2015                    | 2019                  |
| 生产         | 1989 — 1999              | 2005 —                | 2012 —                  | 1997 —                 | 1981-2003      | 1997 —                   | 2008 —                  | 2006 —                |
| 产量         | 11+24                    | 47                    | 56+                     | 40                     | 337            | >500                     |                         | 340                   |
| 空重         | 18 400                   | 11 000                | 17 500                  | 10 600                 | 6745           | 14 552                   | 14 715                  | 15 686                |
| 有效载重     | 6500                     | 4500                  | 6500                    | 9500                   | 2208           | 8050                     | 6800                    | 8160                  |
| 机砲         | 1 × 30mm GSh-30-1機炮    | 1 × 30mm GSh-30-1機炮 | 1 × 30mm GSh-30-1機炮   | 1×30mm DEFA 791B機砲   | —              | 1 × 20mm M61A1火神式機砲 | —                       | —                     |
| 最大起飞重量 | 33,000                   | 24,500                | 32,500                  | 24,500                 | 14,000         | 29,937                   | 27,200                  | 31,800                |
| 发动机       | 2 × AL-31 F3             | 2 × RD-33K            | 2 × WS-10A              | 2 × M88-2-Е4           | 1× F402-RR-408 | 2× F414-GE-400           | 1× F135-PW-600          | 1× F135-PW-400        |
| 发动机推力   | 2 × 74.5 kN 2 × 125.5 kN | 2 × 53 kN 2 × 88.3 kN | 2 × 89.17 kN 2 × 132 kN | 2 × 50.04 kN 2 × 75 kN | 1 × 105 kN     | 2 × 57.8 kN 2 × 97.9 kN  | 1 × 124 kN 1 x 177.9 kN | 1 × 124 kN 1 x 191 kN |
| 最高速度     | 2300                     | 2200                  | 2551                    | 1912                   | 1090           | 1915                     | 1960                    | 1960                  |
| 升限         | 18 000                   | 17 000                | 20 000                  | 15 235                 | 16 000         | 15 000                   | 15 200                  | 18 300                |
| 作战半徑     | 660                      | 850                   | 1500                    | 1850                   | 556            | 722                      | 935                     | 1240                  |